# Трифонов, Иван Николаевич
Иван Николаевич Трифонов (род. 15 мая 1948, СССР) — советский велогонщик, участник летних Олимпийских игр 1972 года, двукратный чемпион СССР (1971, 1972), мастер спорта международного класса.

## Карьера
Родился 15 мая 1948 года.
В 1971 и 1972 годах становился чемпионом СССР по велоспорту, участвуя в командной гонке на 100 км на шоссе. В 1972 году также принял участие в индивидуальной гонке на летних Олимпийских играх. На этой гонке Трифонов попал в завал и сошёл с дистанции.
Он являлся судьёй-комментатором на XII Веломарафоне памяти олимпийского чемпиона Дмитрия Нелюбина.
Иван Николаевич Трифонов проживает в Санкт-Петербурге. Является мастером спорта международного класса по велогонкам на шоссе.